# Nowy Dwór Kwidzyński
Nowy Dwór Kwidzyński – zamknięta stacja kolejowa w Grabówku na linii kolejowej Myślice – Szlachta, w województwie pomorskim.